# Parti de l’union pour le développement intégré de la Guinée
Le Parti de l'union pour le développement intégré de la Guinée (PUDG) est un parti politique guinéen.
C'est l'un des 24 partis ayant participé à l'élection présidentielle de 2010. Son candidat, Joseph Bangoura a été éliminé au 1er tour, avec 0,18% des suffrages, classé 21ème.
Au second tours de l'élection présidentiel de 2010, c'est l'un des 44 partis qui rejoignent la coalition RPG-Arc-en-Ciel d'Alpha Condé.